# Confucianisme à Taïwan
Le confucianisme à Taïwan est la branche taïwanaise du confucianisme. Il est régulièrement cité pour expliquer les réussites économiques et académiques du pays depuis l'après-guerre.

## Historique
Le confucianisme est introduit dans l'île au XVIIe siècle. Pendant l'occupation de l'île par les Japonais dans la première moitié du XXe siècle, il est utilisé par les intellectuels locaux pour mobiliser la population contre l'occupant.
Le confucianisme est très largement exploité politiquement par le Kuomintang qui est au pouvoir à Taïwan dès l'après guerre civile. Un véritable « confucianisme d'État » est alors instauré. Le cursus scolaire utilise les classiques. De nombreux parallèles sont faits dans les textes du régime entre des responsables politiques comme Sun Yat-sen et Tchang Kaï-chek et des confucianistes des origines, mais aussi entre des classiques et l'idéologie du régime, les Trois principes du peuple. La situation perdure jusqu'en 1987, date à laquelle l'île s'engage dans un processus de plus grande démocratisation.

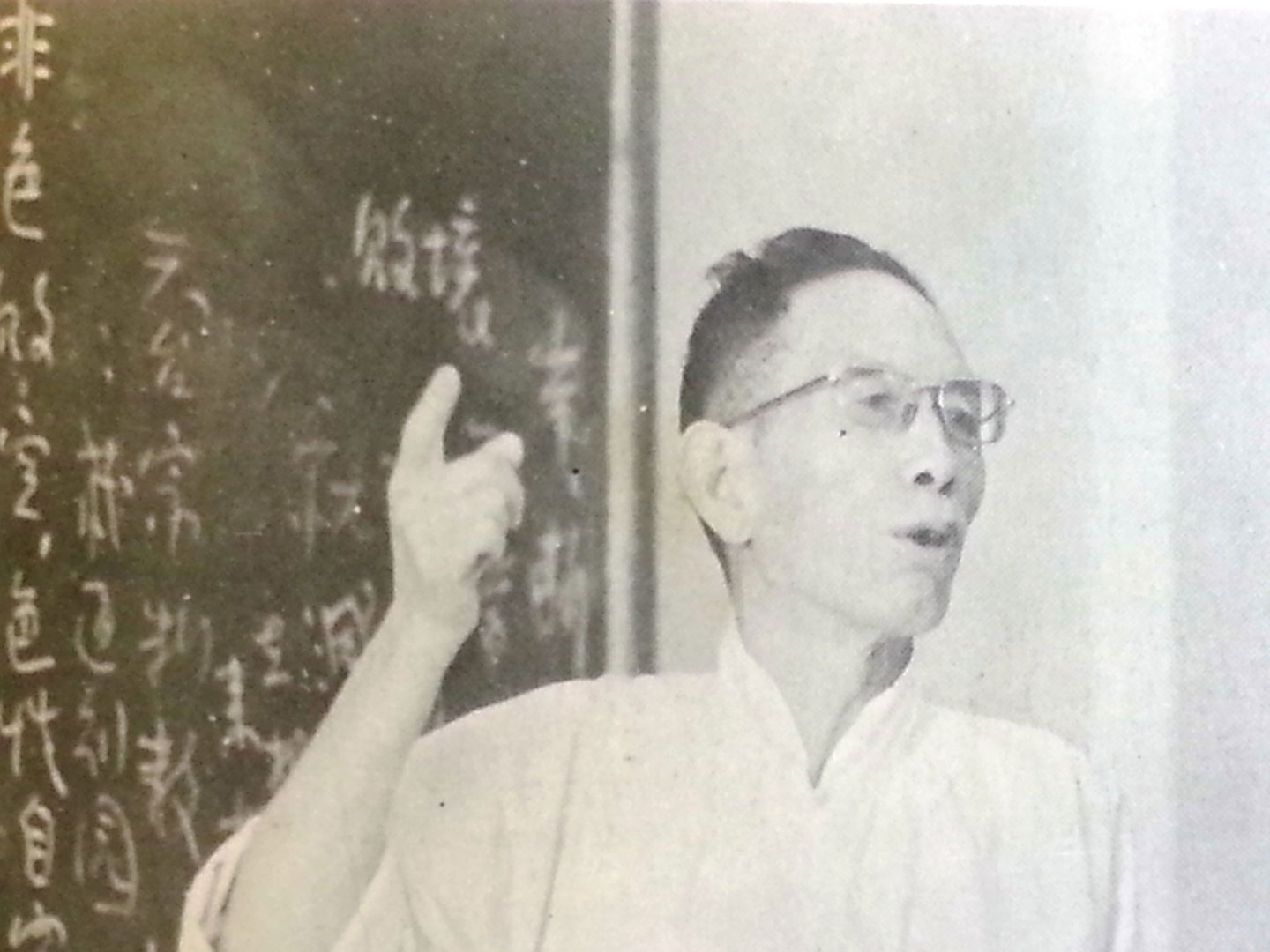
Mou Zongsan, un des tenants du nouveau confucianisme qui va forger avec Xu Fuguan l'idée de « démocratie confucianiste ».

Sur le plan doctrinal, le nouveau confucianisme est développé dans l'île par des intellectuels et universitaires comme Tang Chun-i (en), Xu Fuguan, et Mou Zongsan (en), à partir des travaux de Xiong Shili dans la première moitié du XXe siècle. Marqué par un certain conservatisme culturel, le mouvement essentiellement philosophique cherche à élever l'individu en insistant sur son autonomie et la nature intrinsèquement bonne de l'être humain. Xu Fuguan et Mou Zongsan (en) en particulier vont développer l'idée de « démocratie confucianiste » en insistant sur l'intérêt qu'a le peuple à participer à la vie publique pour mieux orienter la gouvernance du souverain. Si le confucianisme bénéficie d'un certain dynamisme dans le milieu académique de l'île, il est dans la seconde moitié du XXe siècle surtout centré sur les problématiques de l'État taïwanais. À partir de 2000 s'engage à l'Université nationale de Taïwan une réflexion plus large sur les spécificité d'un confucianisme pensé dans le cadre supra-étatique de l'Asie de l'est.
À coté de ce nouveau confucianisme destiné avant tout aux élites, un confucianisme plus populaire bénéficie d'un grand dynamisme dans l'île. L'éthique qu'il véhicule est souvent créditée dans la réussite économique et scolaire dans l'île dans la seconde moitié du XXe siècle. Sa popularité est telle que même des courants bouddhiques cherchent à prendre appui sur les classiques et sur la figure de Confucius pour propager leur foi.

## Sources